# The Predator
The Predator je třetí album amerického rapera Ice Cubea, které vyšlo v roce 1992, obsadilo 1. místo v The Billboard 200 a bylo oceněno dvakrát platinovou deskou za bezmála 3 miliony prodaných desek.

## Seznam skladeb
| #  | Název                               | Host(é) | Trvání |
| -- | ----------------------------------- | ------- | ------ |
| 1  | "The First Day Of School"           | -       | 1:20   |
| 2  | "When Will They Shot?"              | -       | 4:36   |
| 3  | "I'm Scared"                        | -       | 1:32   |
| 4  | "Wicked"                            | -       | 3:55   |
| 5  | "Now I Gotta Wet'cha"               | -       | 4:03   |
| 6  | "The Predator"                      | -       | 4:03   |
| 7  | "It Was A Good Day"                 | -       | 4:19   |
| 8  | "We Had To Tear This Mothafucka Up" | -       | 4:23   |
| 9  | "Fuck 'em"                          | -       | 2:02   |
| 10 | "Dirty Mack"                        | -       | 4:34   |
| 11 | "Don't Trust 'em"                   | -       | 4:06   |
| 12 | "Gangsta's Fairytale 2"             | -       | 3:19   |
| 13 | "Check Yo Self"                     | Das EFX | 3:42   |
| 14 | "Who Got The Camera?"               | -       | 4:37   |
| 15 | "Integration"                       | -       | 2:32   |
| 16 | "Say Hi To The Bad Guy"             | -       | 3:19   |

## Singly
- "It Was A Good Day"
- "Wicked"
- "Check Yo Self"